# Kaufmann Kohler

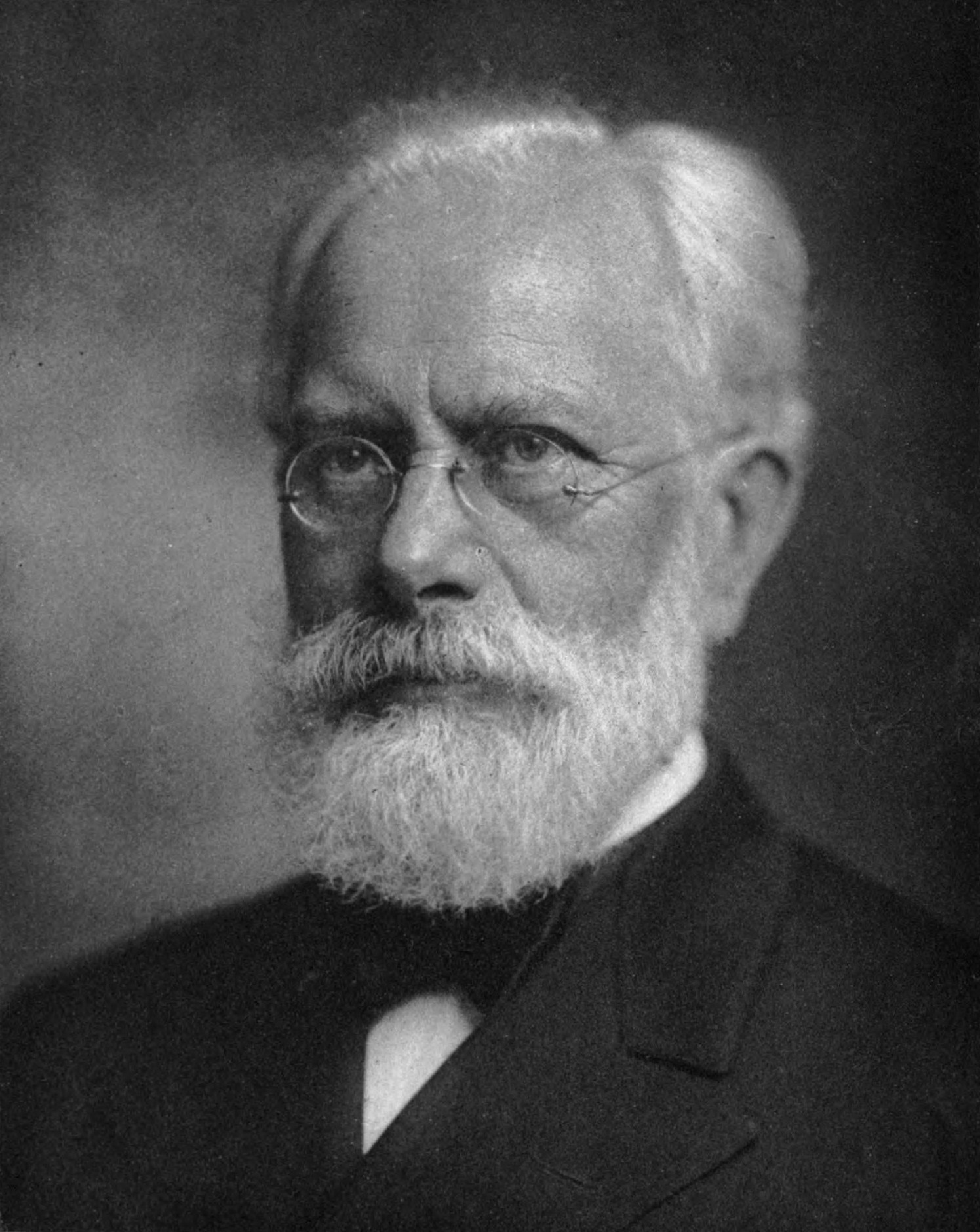
Kaufmann Kohler

Kaufmann Kohler (geb. 10. Mai 1843 in Fürth; gest. 28. Januar 1926 in Cincinnati) war ein aus Deutschland stammender US-amerikanischer Rabbiner, Vordenker des Reformjudentums und Bibelwissenschaftler. 

## Leben
Kaufmann Kohler, Sohn des Kleiderhändlers Moritz (Moses) Kohler und der Babette geb. Löwenmayer, entstammte mütterlicherseits einer traditionsreichen Rabbinerfamilie. Der Großvater Jacob Kaufmann hatte 1812 den Nachnamen Kohler angenommen. Kaufmann Kohler wurde nach seinem Großvater benannt. Er wuchs in einem traditionellen Milieu auf; bereits in seinem fünften Lebensjahr wurde er von seinem Vater im Chumasch unterrichtet. Sowohl das tägliche Talmudstudium des Vaters als auch die Vertrautheit der Mutter mit den Werken von Lessing und Schiller prägten ihn. Gesprochen wurde deutsch, geschrieben mit hebräischen Buchstaben. Mit sechs Jahren erhielt Kohler Talmud-Tora-Unterricht in der Schule von Simon Bamberger in Fürth, und zehnjährig wechselte er nach Hassfurt, wo er vier Jahre von dem bekannten Talmudisten Eisle Michael Schüler unterrichtet wurde. Er folgte seinem Lehrer nach Höchberg und setzte seine Studien in Mainz fort. Dort hatte er die Möglichkeit, neben seinen jüdischen Studien auch Latein und Griechisch zu lernen. Mit 19 Jahren zog Kaufmann Kohler nach Altona und studierte an der dortigen Jeschiwa, die Jakob Ettlinger leitete. 
„Der Mann, der den größten Einfluss auf mein junges Leben ausübte, … war niemand anderes als … Samson Raphael Hirsch …. Wenn er auch Abstand zu seinen Schülern hielt, uns nie in sein Haus einlud oder irgendein Interesse an unserem Wohlergehen oder unserem Fortschritt zeigte, wirkte seine starke Persönlichkeit doch wie ein Zauber auf seine Hörer.“ Zwei Jahre verbrachte Kaufmann Kohler in Frankfurt am Main als Schüler Hirschs, während er dort auch das Gymnasium besuchte und das Abitur ablegte. In seiner Klasse waren zwei Söhne von Abraham Geiger, aber Kohler vermied jeden Kontakt mit ihrem bekannten Vater. „Auch betrat ich niemals die Reformtempel in Frankfurt oder Mainz, denn ich hatte gelernt, sie als tiflah anzusehen – die Perversion eines Bethauses.“
Kaufmann Kohler begann nach seiner Frankfurter Zeit ein Universitätsstudium. An der Münchener Universität war er 1864/65 immatrikuliert. Dort lernte er Arabisch, und Hirschs gesamtes exegetisches System brach für Kohler zusammen, da es auf die Annahme gegründet war, Hebräisch sei die Ursprache der Menschheit. Die philosophischen und historischen Vorlesungen taten ein Übriges, um Kohler zu verunsichern. Er reiste nach Frankfurt und sprach bei Hirsch vor, erhielt aber nur die kryptische Auskunft, wer die Welt umreise, müsse auch die Gluthitze durchqueren – „schreiten Sie also fort, und Sie werden sicher heimkehren.“ Aber Kohler hatte nicht das Gefühl, dass seine Studien ihn je an den Ausgangspunkt zurückführten, vielmehr schien ihm, er habe das Paradies seiner Kindheit unwiderruflich hinter sich gelassen. Sein Universitätsstudium setzte Kohler für zweieinhalb Jahre in Berlin fort und promovierte 1867 an der Universität Erlangen mit einer Arbeit über den Segen Jakobs (Gen 49). Darin datiert er den Text nicht in die Zeit der Patriarchen, sondern in die Zeit der Richter. Der Segen wurde Jakob „in den Mund gelegt.“ Indem er die Pentateuchkritik rezipierte, brach Kohler mit der damaligen jüdischen Toraauslegung; er stellte sich aber zugleich in diese Tradition, indem er den Midrasch und die mittelalterlichen jüdischen Kommentare für das Textverständnis heranzog.
Zwar legte Kaufmann Kohler das Rabbinerexamen ab, seine historisch-kritische Bibelauslegung hatte ihm aber diesen Berufsweg in Deutschland verschlossen. Abraham Geiger rezensierte Der Segen Jakobs positiv und schlug Kohler ein Studium der Orientalistik vor. An der Universität Leipzig kam er in näheren Kontakt mit Franz Delitzsch und Julius Fürst. Geiger legte ihm nahe, seine berufliche Zukunft als Rabbiner in Amerika zu suchen, und als die jüdische Gemeinde von Detroit sich an Geiger wandte und ihn bat, einen jungen Rabbiner für die freigewordene Stelle vorzuschlagen, empfahl ihn Geiger und vermittelte ihm auch den Kontakt zu David Einhorn und anderen amerikanischen Reformrabbinern.
1869 emigrierte Kohler nach Amerika und fand seine erste Anstellung als Rabbiner am Beth El Tempel in Detroit, 1871 am Sinai-Tempel in Chicago, wo er acht Jahre amtierte. Diese Gemeinde war gegenüber der Reform sehr aufgeschlossen. 1874 führte Kohler zusätzlich zum Sabbatgottesdienst einen Gottesdienst am Sonntag ein. Seine erste Sonntagspredigt hatte den programmatischen Titel: „Das neue Wissen und der alte Glaube.“ Die Gemeindeveranstaltungen waren auf Wunsch der älteren Mitglieder deutschsprachig, und obwohl Kohler Englisch mündlich wie schriftlich beherrschte, gewann er auf diese Weise wenig Kontakt zu den jüngeren Gemeindegliedern, die nur Englisch sprachen.

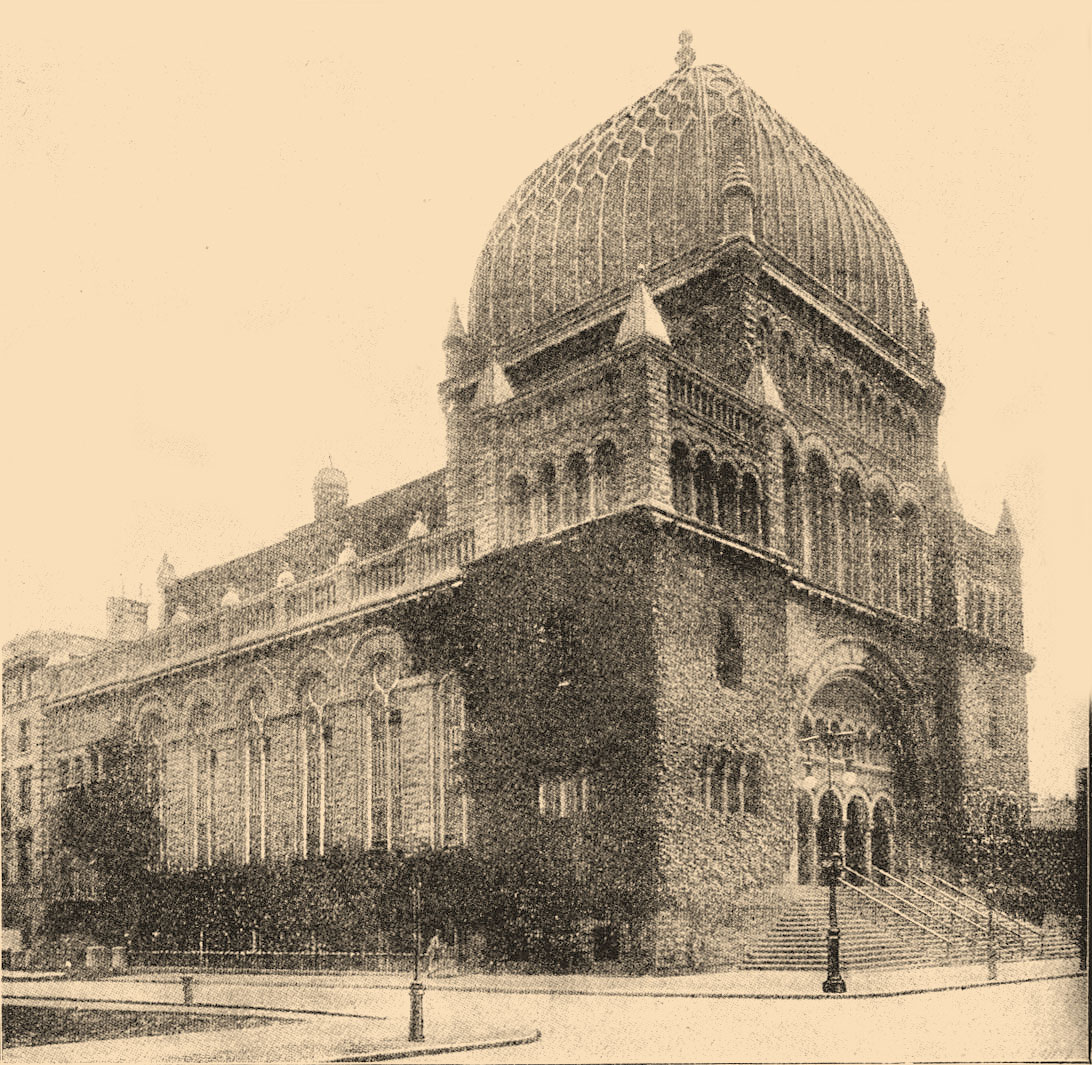
Tempel Beth-El, Fifth Avenue

1879 wurde Kaufmann Kohler als Nachfolger seines Schwiegervaters David Einhorn Rabbiner der Gemeinde Beth-El in New York. Unter seiner Leitung wuchs die Mitgliederzahl der Gemeinde, und im September 1891 wurde eine repräsentative neue Synagoge eingeweiht (Fifth Avenue Ecke 76th Street).
Er hatte fortan eine führende Stellung im amerikanischen Reformjudentum. So berief er die Rabbinerkonferenz ein, die 1885 die Pittsburgh Platform verabschiedete, ein Dokument, das die Prinzipien der Reformbewegung formulierte. Von 1903 bis zu seiner Emeritierung amtierte Kohler als Präsident des Hebrew Union College in Cincinnati. Er war Herausgeber der Jewish Encyclopedia und Gründer der American Jewish Historical Society sowie der Jewish Publication Society.
Ein Jahr nach der Ankunft in den Vereinigten Staaten, am 28. August 1870, hatte Kaufmann Kohler Johanna Einhorn geheiratet. Die Eheleute hatten vier Kinder: Max J., Edgar J, Rose und Lili.

## Werk
Kohlers Hauptwerk zur jüdischen Theologie erschien zuerst 1910 in Leipzig in deutscher Sprache: Grundriss einer systematischen Theologie des Judentums auf geschichtlicher Grundlage.
Kohler befasste sich in mehreren Veröffentlichungen mit dem Ursprung des Christentums in dessen jüdischem Kontext. Dabei stellte er zunächst fest, dass christliche Theologen sich dem Neuen Testament als der Urkunde ihres Glaubens viel weniger kritisch näherten als dem Alten Testament. Kohlers wichtigster Beitrag zu diesem Thema war The Origins of the Synagogue and the Church, erst 1929 posthum veröffentlicht. In dem Artikel Christianity in its Relation to Judaism, den Kohler für die Jewish Encyclopedia verfasste, stellt er Jesus von Nazareth als eindrucksvollen Lehrer und Freund der einfachen ländlichen Bevölkerung Galiläas dar, allerdings nicht als Messias. Die Evangelien seien bereits das Ergebnis einer Transformation der ursprünglichen Lehre Jesu, die vor allem Paulus von Tarsus zu verantworten hatte. Ihn sieht Kohler als eigentlichen Gründer der christlichen Religion. „Kein Wunder, wenn er häufig von Vertretern der Synagoge angegriffen und geschlagen wurde: er nutze genau diese Synagoge, die viele Jahrhunderte unter den Heiden den reinen monotheistischen Glauben Abrahams und das Gesetz des Mose propagiert hatte, als Sprungbrett für seine antinomistische und antijüdische Agitation.“ Der Erste Jüdische Krieg habe zwar zu einer Entfremdung zwischen Juden und Christen geführt, doch noch hätten beide gemeinsam das künftige messianische Reich erwartet. Erst der Bar-Kochba-Aufstand führte dann zur Trennung und zur Romanisierung der Kirche: „Kaiser Konstantin vollendete, was Paulus begonnen hatte – eine Welt, die dem Glauben feindlich gesonnen war, in dem Jesus gelebt hatte und gestorben war. Das Konzil von Nicäa entschied 325, dass Kirche und Synagoge nichts gemein hätten, und was immer nach der Einheit Gottes oder der Freiheit des Menschen klang, oder an jüdischen Gottesdienst erinnerte, wurde aus dem katholischen Christentum entfernt.“ Kohler zeichnete dann den weiteren Verlauf der Kirchengeschichte nach, der zum trinitarischen Dogma, zur Marienverehrung und zur mittelalterlichen Anbetung von Bildern in der Christenheit geführt habe, „so dass der Name Jesu, des besten und wahrhaftigsten jüdischen Lehrers, vom mittelalterlichen Juden gemieden wurde.“ Kohler zitierte sodann Isaak Troki, einen mittelalterlichen Karäer, als Gewährsmann dafür, dass die Kirche keine ihrer großen Versprechungen einlösen konnte. Hier zeigt sich Kohlers liberaler Standpunkt, ein Autor der jüdischen Neoorthodoxie hätte sich kaum auf einen Karäer berufen. In jüngerer Zeit, so Kohler, gelang es der Bibelkritik, das Bild des Juden Jesus wieder freizulegen und zum reinen Monotheismus zurückzukehren. Das Christentum sei einer der Wege zur künftigen Bruderschaft aller Menschen, aber in dieser Hinsicht dem Islam nicht überlegen und kein Ersatz für das Judentum, der Mutterreligion beider. Auch gebe es weitere Wege zum gemeinsamen Ziel, namentlich Brahmanismus und Buddhismus. Indem Kohler das Christentum in dieser Weise unter die Weltreligionen einordnete, kehrte er die Blickrichtung um und analysierte das Christentum in der Weise, wie christliche Theologen das Judentum bewerteten, Stärken und Schwächen konstatierten und es historisch einordneten.

## Veröffentlichungen (in Auswahl)
- Der Segen Jacob’s mit besonderer Berücksichtigung der alten Versionen und des Midrasch kritisch-historisch untersucht und erklärt; ein Beitrag zur Geschichte des hebräischen Alterthums wie zur Geschichte der Exegese. Julius Benzlau, Berlin 1867.
- Christianity in its Relation to Judaism. In: Jewish Encyclopedia, Band 4, S. 49–59.
- Grundriss einer systematischen Theologie des Judentums auf geschichtlicher Grundlage. Fock, Leipzig 1910.
- The Origins of the Synagogue and the Church. Macmillan, New York 1929.